# خوان مارتینس اولیور
خوان مارتینس اولیور (اسپانیایی: Juan Martínez Oliver‎؛ زادهٔ ۴ فوریهٔ ۱۹۶۴) دوچرخه‌سوار اهل اسپانیا است. وی در مسابقات تور دو فرانس شرکت کرده است.